# Histoire des Girondins
L'Histoire des Girondins est une œuvre en huit volumes d'Alphonse de Lamartine, publiée en 1847. Le sujet est historique, lié à la Révolution française, mais l'objet est politique, à la veille de la Révolution française de 1848. Bien que tombée en désaffection, subissant le discrédit général des œuvres romantiques et les critiques contre les faiblesses de l'auteur en tant qu'historien, elle fut l'un des plus grands succès de librairie du XIXe siècle, et reste une œuvre majeure de Lamartine.

## Histoire de l’œuvre
À partir de 1840, chez Lamartine l'ambition politique de l'opposant à la monarchie de Louis-Philippe prédomine. Il consacre ses loisirs à l'Histoire des Girondins, écrite au château de Monceau qu'il possède depuis 1834, dans le pavillon « Solitude », également nommé depuis « Pavillon des Girondins ». L’œuvre s'adresse au peuple auquel il s'agit de donner une « haute leçon de moralité révolutionnaire, propre à l'instruire et à le contenir à la veille d'une révolution », pour éviter un nouveau 1793.
Lamartine commence à rédiger ses Girondins en août 1842. Cette rédaction s'échelonnera jusqu'en 1846. La première édition est publiée du 20 mars au 12 juin 1847, chez Furne et Coquebert. Elle s'entoure d'une campagne promotionnelle importante : sur plusieurs mois, des annonces de publication dans tous les quotidiens parisiens accompagnent la parution d'extraits choisis. Quelques semaines plus tard, une deuxième édition paraît, illustrée par Auguste Raffet. La même année Jules Michelet et Louis Blanc publient chacun une Histoire de la Révolution française, mais ces œuvres ne seront achevées qu'en 1853 pour la première et 1862 pour la deuxième, tandis que Lamartine publie une somme aboutie. Écrit « à la gloire des Montagnards », porté par un « air du temps » orienté vers le romantisme et la révolution, Les Girondins est un des plus grands succès de librairie du XIXe siècle. 
À partir de 1860, des historiens, comme Ernest Hamel ou Alphonse Aulard, se montrent durement critiques envers Les Girondins. Joseph Guadet, qui avait fourni ses archives familiales pour l'écriture de l’œuvre, se sent trahi : « On ne peut douter, en lisant certaines pages de M. De Lamartine, qu'il n'y ait eu chez lui parti pris de sacrifier les Girondins à l'aristocratie d'un côté, à la démagogie de l'autre ; et dans ce double but il ne craint ni de dénaturer les faits, ni de travailler les paroles ». L'œuvre historique s'enfonce dans l'oubli. Les manuels d'histoire littéraire la passent sous silence ou lui accordent quelques lignes.
L'Histoire des Girondins a participé à la popularisation du terme « Girondins », remplaçant les appellations de « Brissotins » ou « Rolandistes ».
La carrière politique de Lamartine s'est achevée après les journées de Juin, et l'homme politique recueille moins de 20 000 votes lors de l'Élection présidentielle française de 1848.
En 2014, lors de la réédition de l'Histoire des Girondins dans la collection « Bouquins », le journaliste Alain Duhamel écrit que ce « livre-culte, illuminé et inclassable, tumultueux et lyrique, charrie […] tous les mythes de notre imaginaire politique et toutes les racines de nos équivoques historiques ».

## Structure de l’œuvre
L'œuvre complète est formée de 61 livres, rassemblée en 8 tomes dans l'édition de 1847.
Dans son Avertissement daté du 1er mars 1847 ( tome 1), Lamartine déclare : « Ce livre n'a pas les prétentions de l'histoire, il ne doit pas en affecter la solennité. C'est une œuvre intermédiaire entre l'histoire et les mémoires. Les événements y tiennent moins de place que les hommes et les idées.... »
| Tome | Livres  |
| ---- | ------- |
| 1    | 1 à 7   |
| 2    | 8 à 16  |
| 3    | 17 à 26 |
| 4    | 27 à 33 |
| 5    | 34 à 39 |
| 6    | 40 à 46 |
| 7    | 47 à 54 |
| 8    | 55 à 61 |

Une édition bien complète des 61 livres illustrés en 3 tomes a été publiée à une date inconnue par l'auteur à Paris chez le libraire-éditeur Armand Le Chevalier, Rue de Richelieu 61.